# Цетилтриметиламмония бромид
Бромид цетримониума (цетримониум бромид, англ. cetrimonium bromide), цетилтриметиламмония бромид,  англ. cetriltrimethylammonium bromide, CTAB — органическое химическое соединение. Синтетическое ПАВ, обладает антисептическим и антистатическим действием. Относится к четвертичным аммониевым (аммонийным) соединениям. Свойства аналогичны с хлоридом цетилтриметиламмония. Входит в состав косметических средств в качестве кондиционирующего агента, консерванта и антистатика.

## Физические свойства
В твёрдой фазе — белое кристаллическое вещество, в жидкой — прозрачная жидкость.

## Химические свойства
Бромид цетилтриметиламмония — четвертичное аммониевое соединение с 16 атомами углерода в цепочке, катионное ПАВ.

## Биологические свойства
В концентрациях, присутствующих в бытовых растворах, не опасен. При попадании в глаза может вызывать раздражение. В чистом виде может вызывать травмы роговицы, при длительном воздействии — раздражение кожи.
Употребление крысами в течение года раствора бромида цетилтриметиламмония (эквивалентная концентрация составила 45 мг вещества на килограмм массы тела животного) вызвало снижение массы тела и темпа роста у животных. Негативный эффект оказался более выраженным у самцов.

## Применение
Одним из применений CTAB является стабилизация растущих  наночастиц золота. Молекулы CTAB "облепляют" сферические наночастицы золота гидрофильным углеродным концом и препятствуют их росту. Таким образом ранжируя концентрацию можно добиваться разных размеров сферических наночастиц
По тому же принципу, СТАВ используется в синтезе золотых нанопалочек (наночастицы золота, вытянутой формы). В этом случае они не полностью покрывают поверхность, оставляя место для дальнейшего роста.